# 23244 Lafayette
23244 Lafayette è un asteroide della fascia principale. Scoperto nel 2000, presenta un'orbita caratterizzata da un semiasse maggiore pari a 2,7089796 UA e da un'eccentricità di 0,2024689, inclinata di 13,58013° rispetto all'eclittica.